# Bal Gangadhar Tilak
Ne doit pas être confondu avec Tilak.
Lokmanya Bal Gangadhar Tilak (en marathi : लोकमान्य बाळ गंगाधर टिळक) né le 23 juillet 1856 à Ratnagiri, dans la Présidence de Bombay (l'actuel État du Maharashtra) et décédé le 1er août 1920 à Bombay (l'actuelle Mumbai), était un enseignant, réformateur social et militant pour l'indépendance de l'Inde.

## Biographie
Né dans une famille de la classe moyenne, il fit des études universitaires puis commença à enseigner les mathématiques tout en entamant une carrière de journaliste. Il protestait contre l'imposition en Inde du système éducatif occidental qui faisait perdre aux jeunes Indiens leurs repères culturels. Il adhéra à l'Indian National Congress dès 1890. Dans son journal, Bal Gangadhar Tilak défendit les combattants qui attaquèrent un juge en 1908 et réclama le Swaraj, self-government. Il fut arrêté et jugé. Il se choisit Muhammad Ali Jinnah comme avocat. Il fut emprisonné de 1908 à 1914. À sa sortie de prison, il retourna au Parti du Congrès et milita pour le Home Rule avec la création en 1916 de la All-India Home Rule League. Il déclara son admiration pour la révolution de 1917[réf. nécessaire].
Il enseignait une réconciliation et une convergence dans le domaine doctrinal entre l'hindouisme et l'islam sur la base de l'Advaita Vedanta[réf. nécessaire].

### Travaux sur la tradition indo-européenne
Tilak effectue aussi des recherches sur les textes des Védas. Celles-ci l'amènent à défendre la théorie d'une origine arctique de la tradition indo-européenne. Sa thèse influence profondément le philosophe italien Julius Evola.
Elle est reprise par Jean Haudry.

## Œuvres traduites en français
- Orion ou Recherche sur l'antiquité des Védas, traduction française de Claire et Jean Rémy, éditions Edidit & Archè, Milan et Paris, 1989, 240 pages. Ce second titre est paru en français après "L'Origine Polaire de la Tradition védique", mais constitue en réalité l'introduction à celui-ci, comme le confirment les éditions anglaises originales.
- Origine Polaire de la Tradition Védique : nouvelles clés pour l'interprétation de nombreux textes et légendes védiques, traduction de Jean et Claire Rémy, éditions Edidit & Archè, Milan et Paris, 1979, 382 pages.